# Olga Gierasimowicz
Olga Gierasimowicz, ros. Ольга Герасимович (ur. 14 stycznia 1985) – białoruska szachistka, arcymistrzyni od 2004 roku.

## Kariera szachowa
W latach 1995–2003 wielokrotnie reprezentowała Białoruś na mistrzostwach świata i Europy juniorek w różnych kategoriach wiekowych. Była również uczestniczką indywidualnych mistrzostw Europy oraz indywidualnych mistrzostw kraju, w 2010 r. zajmując w finałowym turnieju IV miejsce.
Wszystkie trzy normy na tytuł arcymistrzyni wypełniła w 2003 r., dwukrotnie w Mińsku oraz w Oczakowie, gdzie podzieliła I miejsce wspólnie z Dianą Arutiunową.
Najwyższy ranking w karierze osiągnęła 1 kwietnia 2004 r., z wynikiem 2324 punktów zajmowała wówczas 1. miejsce wśród  białoruskich szachistek.